# Xanthoparmelia norlobaridonica
Xanthoparmelia norlobaridonica är en lavart som först beskrevs av T. H. Nash & Elix, och fick sitt nu gällande namn av Elix. Xanthoparmelia norlobaridonica ingår i släktet Xanthoparmelia och familjen Parmeliaceae.   Inga underarter finns listade i Catalogue of Life.